# Les Masies de Sant Miquel
El área arqueológica de Les Masies de Sant Miquel, en Bañeras (provincia de Tarragona, España), está situada en el arrabal de este nombre y ocupa, según puede desprenderse del material arqueológico que se observa en superficie y de las intervenciones arqueológicas realizadas, una extensión considerable. 

## Yacimientos
En esta área se localizan tres yacimientos relevantes: 
- a) El poblado ibérico de Les Masies de Sant Miquel, de una extensión superior a la media de los yacimientos de su cronología localizados en el Panadés, con una datación que va desde la primera edad de hierro (siglo VI a. C.) hasta la romanización (siglo II a. C.).[1]
- b) La necrópolis de Can Canyís, conocida desde 1960, que tiene un marco cronológico que se corresponde, en parte, con la del poblado ibérico de Les Masies de Sant Miquel.
- c) La villa romana de Grita Vella, relacionada con la ermita de Sant Miquel, situada justo al lado de la finca donde se localiza el poblado. La zona arqueológica abarca una amplia cronología que va desde el siglo VI a. C. hasta el II d. C. y engloba tres muestras diferentes de uso del territorio: Una necrópolis de incineración, un poblado ibérico y una villa romana, lo que permite explicar todo un proceso cultural que incluye la iberización y la romanización del Panadés.

### Necrópolis de Can Canyís
El momento más antiguo corresponde a la necrópolis de Can Canyís que, por los estudios realizados, puede datarse alrededor de los siglos VI y V a. C. Este sector del yacimiento es el que ha sido estudiado más a fondo, a partir de sus materiales: 
- El poblado, a partir de los datos proporcionados por la cerámica en superficie y por las excavaciones realizadas, que han profundizado poco a nivel estratigráfico, se puede datar entre los siglos VI y II a. C., con diferentes fases constructivas.
- El hábitat en la zona tiene continuidad con la villa romana de época altoimperial, siglos I a. C.-II d. C., que se superpone en parte sobre las estructuras del poblado, en los alrededores de la ermita.
- Finalmente, debe citarse la construcción de la ermita de Sant Miquel, cuyos inicios se pueden datar en torno del XII.

Las estructuras puestas al descubierto durante la realización de obras en las fincas en diversas épocas y los trabajos de delimitación arqueológica llevados a cabo han puesto de manifiesto que se trata de un conjunto arqueológico de una extensión y calidad excepcional, tanto por el estado de conservación de las estructuras del poblado como por la riqueza y abundancia del material recuperado en la zona de la necrópolis. Aparte del buen estado de conservación y de la gran extensión del área arqueológica, debe mencionarse su importancia científica. A pesar de que una pequeña parte de la necrópolis fue destruida en los años sesenta, el material recuperado nos muestra que nos encontramos ante una de las necrópolis ibéricas más importantes del país, junto con las de Ullastret o las del Bajo Ebro. Su importancia aumenta con el hecho de que se puede relacionar directamente con una zona de hábitat, lo que es muy infrecuente en el mundo ibérico, considerando que pocas necrópolis pueden asociarse directamente con un poblado localizado. Esta asociación directa con un asentamiento que ocupa una gran superficie (unos 70 000 metros cuadrados) y tiene una vida muy larga (siglos V a II a. C.) hace evidente la existencia de más tumbas, considerando que las localizadas en 1960 corresponden a un segmento muy pequeño de la población que habría ocupado el asentamiento. 
La extensión del poblado y su excepcional estado de conservación con estructuras que pueden llegar a 3 metros de altura nos indican que estamos ante uno de los poblados más grandes y mejor conservados de Cataluña, lo que abre unas perspectivas inmensas de cara a la investigación y la recuperación para la vista pública de este yacimiento. 
Finalmente, la villa romana y la construcción de la ermita nos indican una perduración de la ocupación de la zona a lo largo de los siglos, que proporciona un valor añadido al yacimiento.